# Wahlkreis Argyll and Bute (Schottisches Parlament)
| Argyll and Bute                         |
| --------------------------------------- |
| Argyll and Bute · Highlands and Islands |
| Gebildet                                |
| 1999                                    |
| Abgeordneter                            |
| Jenni Minto (SNP)                       |
| Regionen                                |
| Argyll and Bute                         |

Argyll and Bute ist ein Wahlkreis für das Schottische Parlament. Er wurde 1999 als einer von acht Wahlkreisen der Wahlregion Highlands and Islands eingeführt, die im Zuge der Revision der Wahlkreise im Jahre 2011 neu zugeschnitten wurde. Hierbei erfuhren auch die Grenzen des Wahlkreises Argyll and Bute geringfügige Änderungen im Südosten der Region. Er umfasst ein Großteil der Council Area Argyll and Bute mit den Inseln Bute, Islay, Jura, Colonsay, Mull, Coll und Tiree. Es wird ein Abgeordneter entsandt.
Der Wahlkreis erstreckt sich über eine Fläche von 6374,1 km2. Damit ist er der drittgrößte Wahlkreis für das schottische Parlament. 2020 lebten 59.715 Personen innerhalb seiner Grenzen.

## Wahlergebnisse

### Parlamentswahl 1999
| Ergebnisse der Parlamentswahl 1999 | Ergebnisse der Parlamentswahl 1999 | Ergebnisse der Parlamentswahl 1999 | Ergebnisse der Parlamentswahl 1999 |
| Partei                             | Kandidat                           | Stimmen                            | %                                  |
| ---------------------------------- | ---------------------------------- | ---------------------------------- | ---------------------------------- |
| Liberal Democrats                  | George Lyon                        | 11.226                             | 34,9                               |
| SNP                                | Duncan Hamilton                    | 9169                               | 28,5                               |
| Labour                             | Hugh Raven                         | 6470                               | 20,1                               |
| Conservative                       | David Petrie                       | 5312                               | 16,5                               |

### Parlamentswahl 2003
| Ergebnisse der Parlamentswahl 2003 | Ergebnisse der Parlamentswahl 2003 | Ergebnisse der Parlamentswahl 2003 | Ergebnisse der Parlamentswahl 2003 | Ergebnisse der Parlamentswahl 2003 |
| Partei                             | Kandidat                           | Stimmen                            | %                                  | ±                                  |
| ---------------------------------- | ---------------------------------- | ---------------------------------- | ---------------------------------- | ---------------------------------- |
| Liberal Democrats                  | George Lyon                        | 9817                               | 35,1                               | +0,2                               |
| Conservative                       | David Petrie                       | 5621                               | 20,1                               | +3,6                               |
| SNP                                | Jim Mather                         | 5485                               | 19,6                               | −8,9                               |
| Labour                             | Hugh Raven                         | 5107                               | 18,3                               | −1,8                               |
| Scottish Socialist                 | Des Divers                         | 1667                               | 6,0                                | +6,0                               |
| Scottish Peoples Alliance          | David Walker                       | 251                                | 0,9                                | +0,9                               |
| Wahlbeteiligung: 27.948 (57,83 %)  |                                    |                                    |                                    |                                    |

### Parlamentswahl 2007
| Ergebnisse der Parlamentswahl 2007 | Ergebnisse der Parlamentswahl 2007 | Ergebnisse der Parlamentswahl 2007 | Ergebnisse der Parlamentswahl 2007 | Ergebnisse der Parlamentswahl 2007 |
| Partei                             | Kandidat                           | Stimmen                            | %                                  | ±                                  |
| ---------------------------------- | ---------------------------------- | ---------------------------------- | ---------------------------------- | ---------------------------------- |
| SNP                                | Jim Mather                         | 9944                               | 34,5                               | +14,9                              |
| Liberal Democrats                  | George Lyon                        | 9129                               | 31,7                               | −3,4                               |
| Conservative                       | Jamie McGrigor                     | 5571                               | 19,4                               | −0,7                               |
| Labour                             | Mary Galbraith                     | 4148                               | 14,4                               | −3,9                               |
| Wahlbeteiligung: 28.792 (58,94 %)  |                                    |                                    |                                    |                                    |

### Parlamentswahl 2011
| Ergebnisse der Parlamentswahl 2011 | Ergebnisse der Parlamentswahl 2011 | Ergebnisse der Parlamentswahl 2011 | Ergebnisse der Parlamentswahl 2011 | Ergebnisse der Parlamentswahl 2011 |
| Partei                             | Kandidat                           | Stimmen                            | %                                  | ±                                  |
| ---------------------------------- | ---------------------------------- | ---------------------------------- | ---------------------------------- | ---------------------------------- |
| SNP                                | Michael Russell                    | 13.390                             | 50,6                               | +16,1                              |
| Conservative                       | Jamie McGrigor                     | 4847                               | 18,3                               | −1,1                               |
| Labour                             | Mick Rice                          | 4041                               | 15,3                               | +0,9                               |
| Liberal Democrats                  | Alison Hay                         | 3220                               | 12,2                               | −19,5                              |
| Parteilos                          | George Doyle                       | 542                                | 2,0                                | +2,0                               |
| Liberal Party                      | George White                       | 436                                | 1,6                                | +1,6                               |
| Wahlbeteiligung: 26.476 (54,00 %)  |                                    |                                    |                                    |                                    |

### Parlamentswahl 2016
| Ergebnisse der Parlamentswahl 2016 | Ergebnisse der Parlamentswahl 2016 | Ergebnisse der Parlamentswahl 2016 | Ergebnisse der Parlamentswahl 2016 | Ergebnisse der Parlamentswahl 2016 |
| Partei                             | Kandidat                           | Stimmen                            | %                                  | ±                                  |
| ---------------------------------- | ---------------------------------- | ---------------------------------- | ---------------------------------- | ---------------------------------- |
| SNP                                | Michael Russell                    | 13.561                             | 46,0                               | −4,6                               |
| Liberal Democrats                  | Alan Reid                          | 7.583                              | 25,7                               | +13,6                              |
| Conservative                       | Donald Cameron                     | 5.840                              | 19,8                               | +1,5                               |
| Labour                             | Mick Rice                          | 2.492                              | 8,5                                | −6,8                               |
| Wahlbeteiligung: (60,4 %)          |                                    |                                    |                                    |                                    |

### Parlamentswahl 2021
| Ergebnisse der Parlamentswahl 2021 | Ergebnisse der Parlamentswahl 2021 | Ergebnisse der Parlamentswahl 2021 | Ergebnisse der Parlamentswahl 2021 | Ergebnisse der Parlamentswahl 2021 |
| Partei                             | Kandidat                           | Stimmen                            | %                                  | ±                                  |
| ---------------------------------- | ---------------------------------- | ---------------------------------- | ---------------------------------- | ---------------------------------- |
| SNP                                | Jenni Minto                        | 16.608                             | 49,5                               | +3,5                               |
| Conservative                       | Donald Cameron                     | 7.645                              | 22,8                               | +3,0                               |
| Liberal Democrats                  | Alan Reid                          | 6.874                              | 20,5                               | −5,2                               |
| Labour                             | Lewis Whyte                        | 2.436                              | 7,3                                | −1,2                               |
| Wahlbeteiligung: 68 %              |                                    |                                    |                                    |                                    |